# Caja Rural-Seguros RGA/Saison 2021
Dieser Artikel listet die Fahrer und die Siege des Radsportteams Caja Rural-Seguros RGA in der Saison 2021.

## Siege
| Siege    | Siege                          | Siege     | Siege  | Siege          | Siege |
| Datum    | Rennen                         | Staat     | Klasse | Sieger         |       |
| -------- | ------------------------------ | --------- | ------ | -------------- | ----- |
| 11. Jun. | Slowenien-Rundfahrt, 3. Etappe | Slowenien | 2.Pro  | Jon Aberasturi |       |

## Fahrer
| Teamkader 2021                                     | Teamkader 2021    | Teamkader 2021 | Teamkader 2021                        |
| Name                                               | Geburtsdatum      | Land           | Vorheriges Team                       |
| -------------------------------------------------- | ----------------- | -------------- | ------------------------------------- |
| Jon Aberasturi                                     | 28. März 1989     | Spanien        | Euskadi-Murias (2018)                 |
| Julen Amezqueta                                    | 12. August 1993   | Spanien        | Wilier Triestina-Selle Italia (2017)  |
| Orluis Aular                                       | 5. November 1996  | Venezuela      | Matrix Powertag (2019)                |
| Aritz Bagües                                       | 19. August 1989   | Spanien        | Euskadi Basque Country-Murias (2019)  |
| Jon Barrenetxea                                    | 20. April 2000    | Spanien        | Baqué Ideus BH (2020)                 |
| Juan Fernando Calle                                | 18. Juli 1999     | Kolumbien      |                                       |
| Jefferson Cepeda                                   | 3. März 1996      | Ecuador        | Team Ecuador (2018)                   |
| Álvaro Cuadros                                     | 12. April 1995    | Spanien        |                                       |
| Josu Etxeberria                                    | 9. September 2000 | Spanien        | Caja Rural-Seguros RGA amateur (2020) |
| Jhojan García                                      | 10. Januar 1998   | Kolumbien      | Medellín (2019)                       |
| David González López                               | 21. Februar 1996  | Spanien        |                                       |
| Jon Irisarri                                       | 9. November 1995  | Spanien        | Caja Rural-Seguros RGA amateur (2016) |
| Jonathan Lastra                                    | 3. Juni 1993      | Spanien        | Caja Rural-Seguros RGA amateur (2015) |
| Oier Lazkano                                       | 7. November 1999  | Spanien        | Caja Rural-Seguros RGA (2019)         |
| Sergio Martín                                      | 13. Dezember 1996 | Spanien        |                                       |
| Jokin Murguialday                                  | 19. März 2000     | Spanien        |                                       |
| Joel Nicolau                                       | 23. Dezember 1997 | Spanien        |                                       |
| Alejandro Osorio                                   | 28. Mai 1998      | Kolumbien      | Nippo-Vini Fantini-Faizanè (2019)     |
| Héctor Sáez                                        | 6. November 1993  | Spanien        | Euskadi Basque Country-Murias (2019)  |
| Carmelo Urbano                                     | 3. Februar 1997   | Spanien        |                                       |
| Pablo García Frances (1. Aug.–31. Dez., Stagiaire) | 16. Januar 2001   | Spanien        |                                       |
| Yesid Pira (1. Aug.–31. Dez., Stagiaire)           | 28. Juni 1999     | Kolumbien      |                                       |
|                                                    |                   |                |                                       |
| Quelle: ProCyclingStats                            |                   |                |                                       |